# 리이펑
리이펑(중국어: 李易峰, 병음: Lǐ Yìfēng, 한자음: 이역봉, 1987년 5월 4일~)은 중화인민공화국의 배우이자 가수이다. 2007년 오디션 프로그램 《마이 히어로》에 출연해 연에계에 입성했으며, 다양한 드라마, 영화에 출현했다. 음반 활동을 병행하고 있으며 2014년에 방송된 《고검기담》의 폭발적인 반응으로 큰 인기를 누리게 되었고, 당시 중국에서 가장 주목받고 있는 남자 배우 중 한 명이었다.

## 생애
쓰촨성 청두시 출신이다. 2007년 연예인 오디션 프로그램인 《마이 히어로》에 출연하여 8위를 기록했고, 인기상을 수상하여 유명세를 얻었다. 2007년 11월 음반 "네잎클로버"(四叶草)를 발표하여 가수 활동을 시작했다.
2009년 일본 애니메이션 《테니스의 왕자》을 각색한 중국 텔레비전 드라마 《테니스의 왕자2》에 출연하며 배우 활동을 시작했다. 그가 맡은 역할은 원작 만화의 등장 인물인 사에키 코지로를 번안한 쭤보 역이다. 같은 해에 첫번째 정규 앨범 음반인 "Mr Child"를 발매했다. 2011년 중국과 타이완에서 높은 시청률을 기록한 타이완 드라마인 《행복최청천》에 샹윈차오 역으로 출연하여 배우로서 인지도를 얻었다. 이 드라마에서의 연기로 그 해에 중국 텔레비전 드라마 시상식인 국극성전에서 최우수 신인상을 받았다. 같은 해에 린이천과 천보린이 주연을 맡은 《연애공황증》에 출연하여 장편 영화에 처음으로 출연했다.
2012년에 중국 텔레비전 드라마 《진애황언》에 출연하여 자폐아 연기로 찬사를 받았다. 2013년에는 로맨스 복수극 드라마인 《천금귀래》에 출연하여 이 작품에서의 연기로 그 해 국극성전에서 최우수 연기상, 러쓰왕 어워드에서 최고인기상을 받았다.

## 출연 작품

### 드라마
| 2009 | 화이팅1 테니스의 왕자2 | Zuo Bo 역        |
| 2010 | 행복일정강             | Lu Sen 역        |
| 2011 | 행복최청천(幸福最晴天) | Xiang Yunchao 역 |
| 2012 | 진애황언(真爱谎言)     | Jiang Xiyu 역    |
| 2012 | 행복삼과성(幸福三顆星  | Xiang Yunchao 역 |
| 2012 | 상금렵인(赏金猎人)     | Yu Tai 역        |
| 2014 | 고검기담(古剑奇谭)[    | Bali Tusu 역     |
| 2015 | 활색생향(活色生香)     | Ning Zhiyuan 역  |

### 영화
| 2011 | 연애공황증(恋爱恐慌症) | Cui Ailun 역      |
| 2015 | 치자화개(栀子花开)     | Xu Nuo 역         |
| 2015 | 도묘필기(盗墓笔记)     | Wu Xie 역         |
| 2015 | 청운지(青云志)         | 장소범(张小凡) 역 |

## 수상
- 2016년 스타일아이콘어워즈 본상
- 2016년 25회 중국금계백화영화제 남우조연상 수상